# Ленточная шлифовальная машина

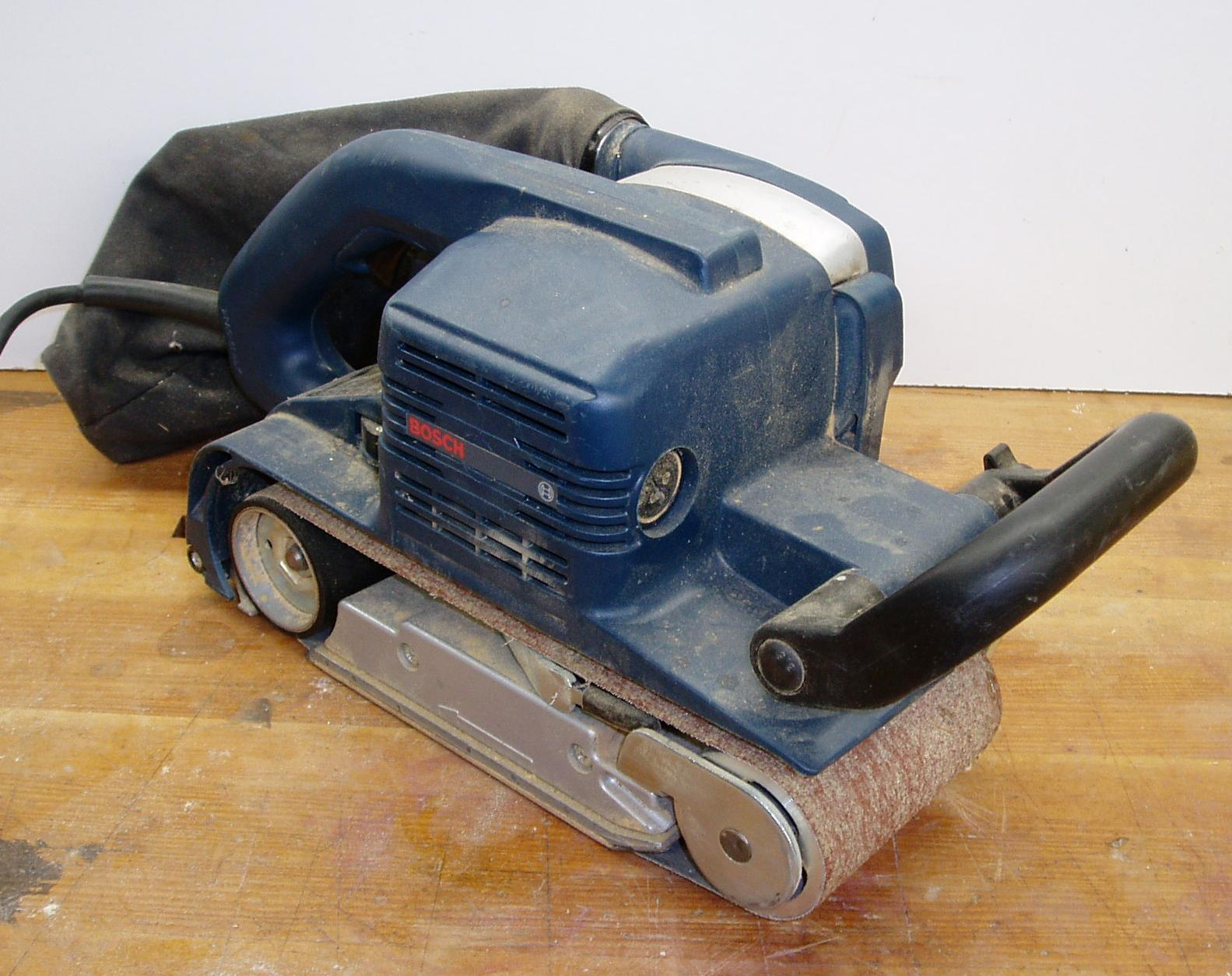
Ручная ленточная шлифовальная машинка

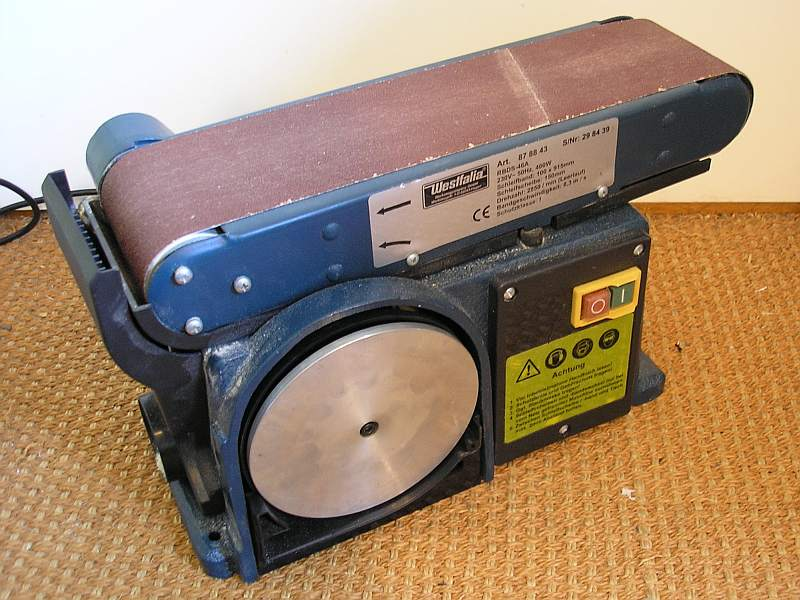
Стационарная ленточная шлифовальная машина

Ленточная шлифовальная машина (англ. belt sander или англ. strip sander) — это шлифовальная машина, используемая для придания формы и отделки древесине и другим материалам. Она состоит из электрического двигателя, который вращает пару барабанов, на которых установлена непрерывная петля из наждачной бумаги. Ленточные шлифовальные машины бывают ручными (они перемещаются по поверхности обрабатываемого материала) и стационарными (зафиксированными) - в них, материал перемещается под наждачной бумагой. Стационарные шлифовальные машины иногда устанавливаются на верстаки, в таком случае они называются верстачными шлифовальными машинами. Стационарные ленточные шлифовальные машины часто совмещены с дисковыми шлифовальными машинами. 
Ленточные шлифовальные машины могут очень агрессивно воздействовать на древесину и поэтому в основном используются только на начальных этапах шлифовального процесса или для быстрого удаления материала. Иногда они также используются для удаления краски или отделки с древесины. Используя мелкозернистую наждачную бумагу, можно использовать ленточный шлифовальный станок для получения абсолютно гладкой поверхности.
Стационарные ленточные шлифовальные машины используются для удаления цветных металлов, таких как алюминий. Цветные металлы имеют особенность забивать шлифовальные круги  быстро делая их бесполезными для шлифования мягких металлов.  Поскольку небольшие канавки в наждачной бумаге открыты по мере того, как они проходят по дуге ведущего колеса, ленточные шлифовальные машины менее подвержены засорению. 
Размеры ленточных шлифовальных машин могут варьироваться от небольших ручных инструментов, показанных на рисунке, до машин достаточно широких для полировки цельного листа фанеры на производственных предприятиях. Некоторые ленточные шлифовальные машины могут достигать размеров 1,2 м × 0,7 м. 
При шлифовании древесины образуется большой объем опилок, поэтому, ленточные шлифовальные машины используемые в деревообработке обычно снабжены системами сбора пыли. Эти системы могут быть, как достаточно простыми, например, тканевые фильтры-мешки , которые прикрепляются к переносным шлифовальным машинам или большими, такими как вакуумные системы, которые засасывают частицы пыли в центральный коллектор. 
Натяжные ленточные шлифовальные машины позволяют регулировать угол натяжного барабана, для того чтобы лента оставалась в центре.
Шлифование с провисающей лентой часто используется в фабричном производстве гитар и других деревянных изделий среднего размера. Такие инструменты используют длинную шлифовочную ленту, которая свободно перемещается по поверхности объекта. Оператор прилагает давление на ленту шлифуя необходимые участки.  

## Гонки
Ленточные шлифовальные машины были одними из первых электроинструментов использованных в растущей области драг-рейсинга на электроинструментах, где пара стандартных или изменнёных ленточных шлифовальных машин расположена в параллельных деревянных каналах и снабжена электричеством с помощью длинных электрических удлинителей. Каждый заезд начинается, когда общий переключатель или отдельные выключатели, включаются гонщиками, заставляя шлифовальные машины мчаться к концу трассы, выплёвывая по пути древесную пыль. Обычные шлифовальные машины едут по 15-метровому треку, в то время как измененные соревнуются на 25-метровых треках. Шлифовальные машины всех форм и размеров могут перемещаться как довольно быстро, так и довольно медленно, в зависимости от мощности электродвигателя. Например, некоторые могут перемещаться со скоростью до 8 км/ч.